# Бхагалпур
Бхагалпу́р (хинди भागलपुर, англ. Bhagalpur) — город на востоке индийского штата Бихар. Является третьим по величине городом штата. Административный центр округа Бхагалпур.

## География
Расположен в 220 км к востоку от Патны и в 410 км к северо-западу от Калькутты, на берегу реки Ганг. Абсолютная высота — 40 метров над уровнем моря.

## Население
По данным переписи 2001 года население города насчитывало 350 133 человека. Доля мужчин — 54 %, доля женщин — 46 %. Уровень грамотности — 70 % (78 % мужчин и 62 % женщин). Наиболее распространённый язык населения — ангика, официальный язык — хинди. По данным переписи 2011 года население составляло 398 138 человек.
По оценочным данным на 2013 год численность населения составляет 404 383 человека.
Динамика численности населения города по годам:
| 1991    | 2001    | 2013    |
| ------- | ------- | ------- |
| 288 390 | 340 767 | 404 383 |

## Экономика
Развито производство шёлка и сельское хозяйство.

## Транспорт
Через округ Бхагалпур проходят национальные шоссе № 31 и № 80. Имеется железнодорожное сообщение.